# Peter Göring

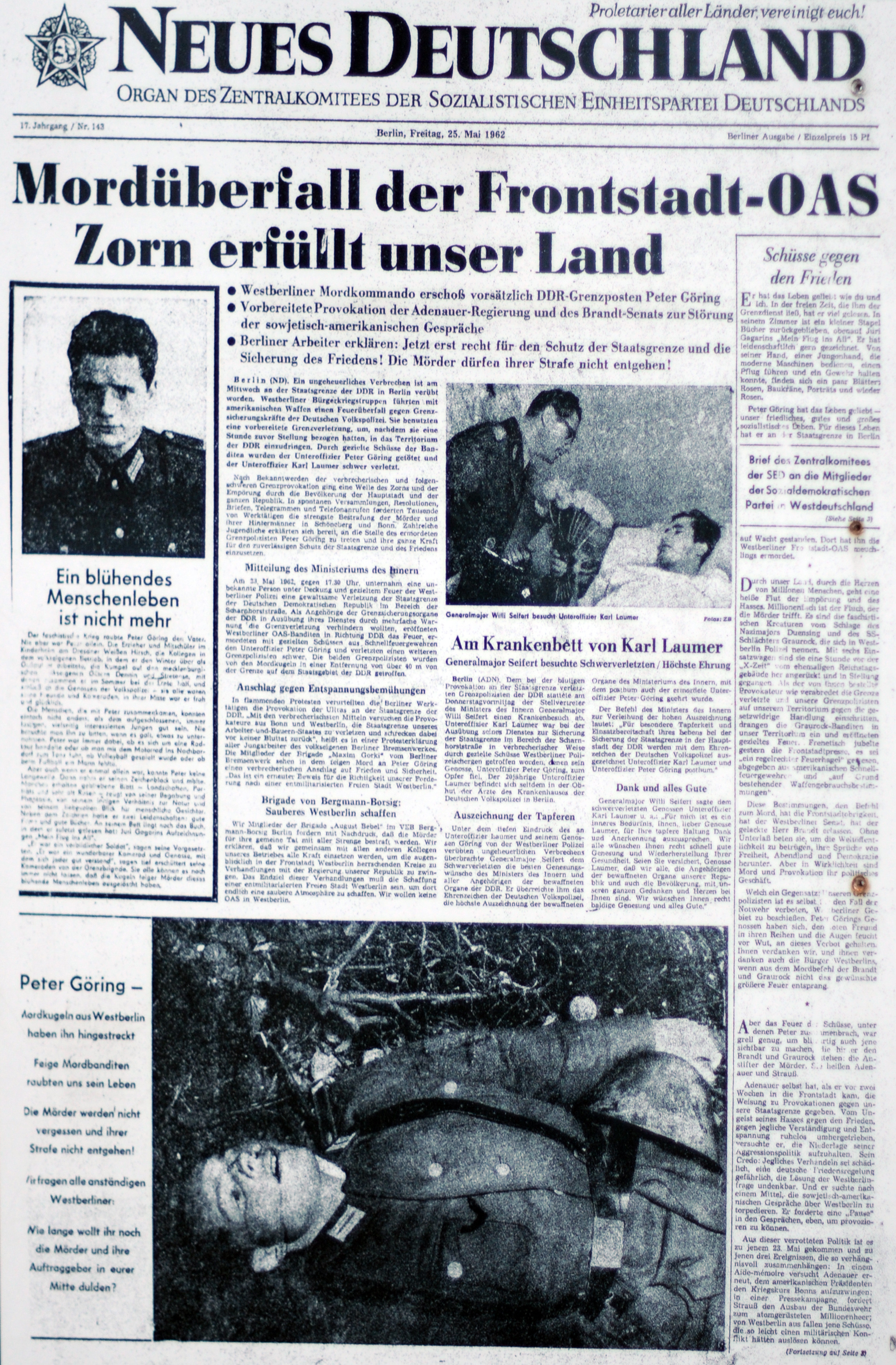
Affiche de propagande grand format provenant du Journal SED à propos de la mort de Peter Göring: "Assassinat de Peter Göring par le front de l'OAS". L'homme mort sur la photo est une mise en scène.

Peter Göring, né le 28 décembre 1940 à Dresde et mort le 23 mai 1962 à Berlin, est un caporal des gardes-frontières est-allemand. Il trouva la mort sur le mur de Berlin à la suite d'un échange de tirs avec la police de Berlin-Ouest alors qu'il essayait, avec d'autres gardes-frontières, de tuer un fugitif de la RDA. La propagande de la RDA a présenté Göring comme une innocente victime d'assassinat et l'a honoré comme un héros.

## Circonstance de sa mort
Göring, formé comme ébavureur, avait 19 ans en 1960 quand il a rejoint la police du peuple qui à l'époque fait partie de la police de la frontière allemande. Le 23 mai 1962, il a pris son poste ainsi qu'un autre garde-frontière qui avait la fonction du chef de poste à Berlin à côté du cimetière des Invalides au niveau du canal maritime de Berlin-Spandau, dont la rive située en face marquait la frontière. Vers 17 h 35 Wilfried Tews, un fugitif âgé de 14 ans a été remarqué alors qu'il nageait après avoir franchi le second mur situé entre le cimetière des invalides et le canal, qui à ce niveau avait une largeur de 22 mètres. Ainsi il se trouvait dans la ligne de mire de 2 postes de garde, dont la tour d’observation se situait à une distance d'environ 200 mètres alors que l'autre était à environ 300 mètres au niveau de Sandkrugbrücke. Après avoir tiré des coups de semonce le garde-frontière de la RDA a tiré jusqu'à 8 coups sur le jeune nageur.
Alors que son corps dérivait vers la rive ouest, les gardes-frontières ont tiré une nouvelle fois, en effet ils ne pouvaient pas savoir s'il faisait mine d’être mort. Les dossiers secrets militaires et de justice de la RDA montrent que Göring malgré un ordre clair de son chef de poste a quitté la tour d'observation pour trouver une position de tir plus favorable et par 2 fois il a enfreint la réglementation de tir en utilisant son arme contre un enfant et en tirant en direction de la frontière de l'ouest. De la Kalachnikov de Göring, qui était au plus proche du fugitif, ont été tirés 44 coups sur les 121 tirés par les gardes-frontières de la RDA.
Une partie des tirs a atteint le territoire de Berlin-Ouest et menaçait une patrouille de policiers de Berlin-Ouest qui voulaient extraire le jeune fugitif de l'eau.
Celui-ci s'était dirigé vers le seul escalier situé dans la paroi du canal vertical à une distance d'environ 100 mètres. Le policier de Berlin-Ouest a riposté en tirant. Göring qui se trouvait en face de lui a été touché par 3 projectiles: une blessure à l'index droit, une blessure frontale à l’épaule gauche et une blessure mortelle au niveau du rein gauche par une balle qui a pénétré par l'arrière. À la suite de l’enquête criminelle réalisée à Berlin-Est, la blessure mortelle aurait été causée par un ricochet qui a rebondi sur un des murs. Göring est mort sur place. Un autre garde-frontière a eu une blessure à la hanche. Le jeune Tews transpercé par 8 balles a été récupéré par le policier de Berlin-Ouest en bas des escaliers, il a survécu mais est devenu handicapé à la suite des lourdes blessures.

## Propagande de la RDA
Göring était le premier garde-frontière de la RDA qui est décédé à la suite de tirs de la police de Berlin-Ouest sur le mur de Berlin. Dans la propagande de la RDA sa mort a été présentée comme un assassinat en lien avec l'Organisation armée secrète (OAS). Göring a été promu à titre posthume au rang de sous-officier et a été déclaré comme « Héros ». Une plaque commémorative en bronze a été érigée en son honneur, puis a été démontée en 1993. En RDA des écoles, des rues, une équipe de vélo Dynamo situé à Francfort-sur-l'Oder ainsi que des groupes de pionniers portaient son nom. Sa tombe située dans le cimetière de Glashütte était en RDA un lieu de cérémonie.

## L'affaire Peter Göring après la chute du mur
12 ans après la chute du mur, du 28 mai au 14 juin 2002, 3 des anciens gardes-frontières ayant participé à l'homicide ont été jugés devant le tribunal de grande instance berlinois. La justice a libéré les accusés, puisque ni l'intention de tuer ni la provenance des coups de feu ayant touché le jeune Tews ne pouvait être prouvée. En conséquence cela établissait que possiblement Göring était à l'origine de tous les tirs ayant atteint la victime.
La ville de l'État de Brandebourg Strausberg, dans laquelle le ministère de la Défense nationale de la RDA était situé avait nommé une rue Peter Göring. Les tentatives répétées de suppression du nom de la rue ont échoué car elles n'ont jamais obtenu la majorité des voix.